# Hannah Duston

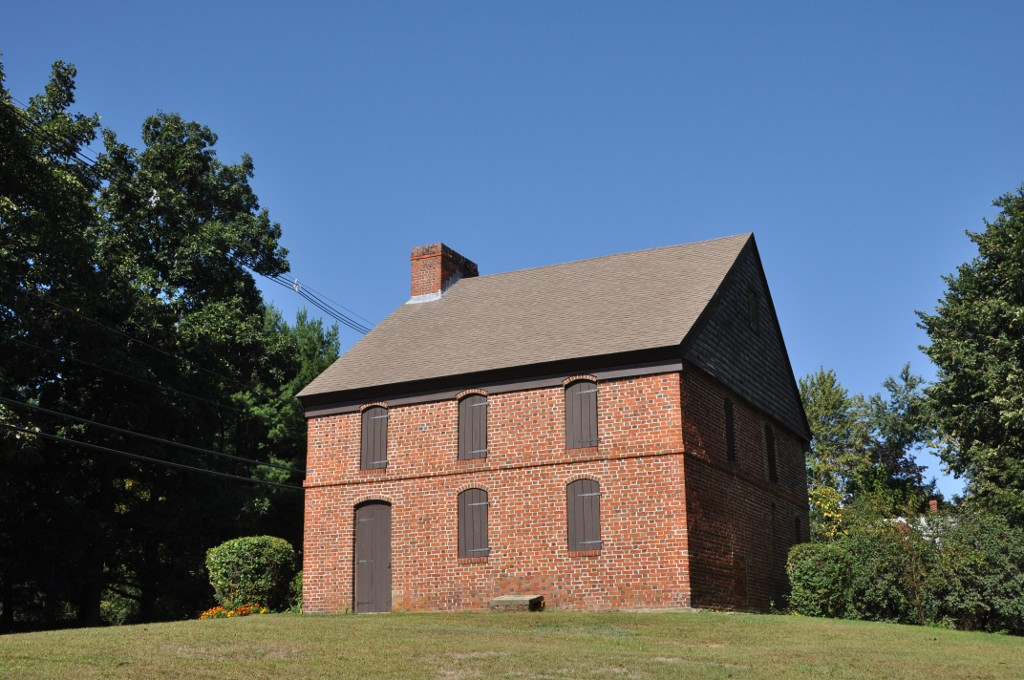
Dustin House, 665 Hilldale Avenue i Haverhill, byggt omkring 1700 av Thomas Duston

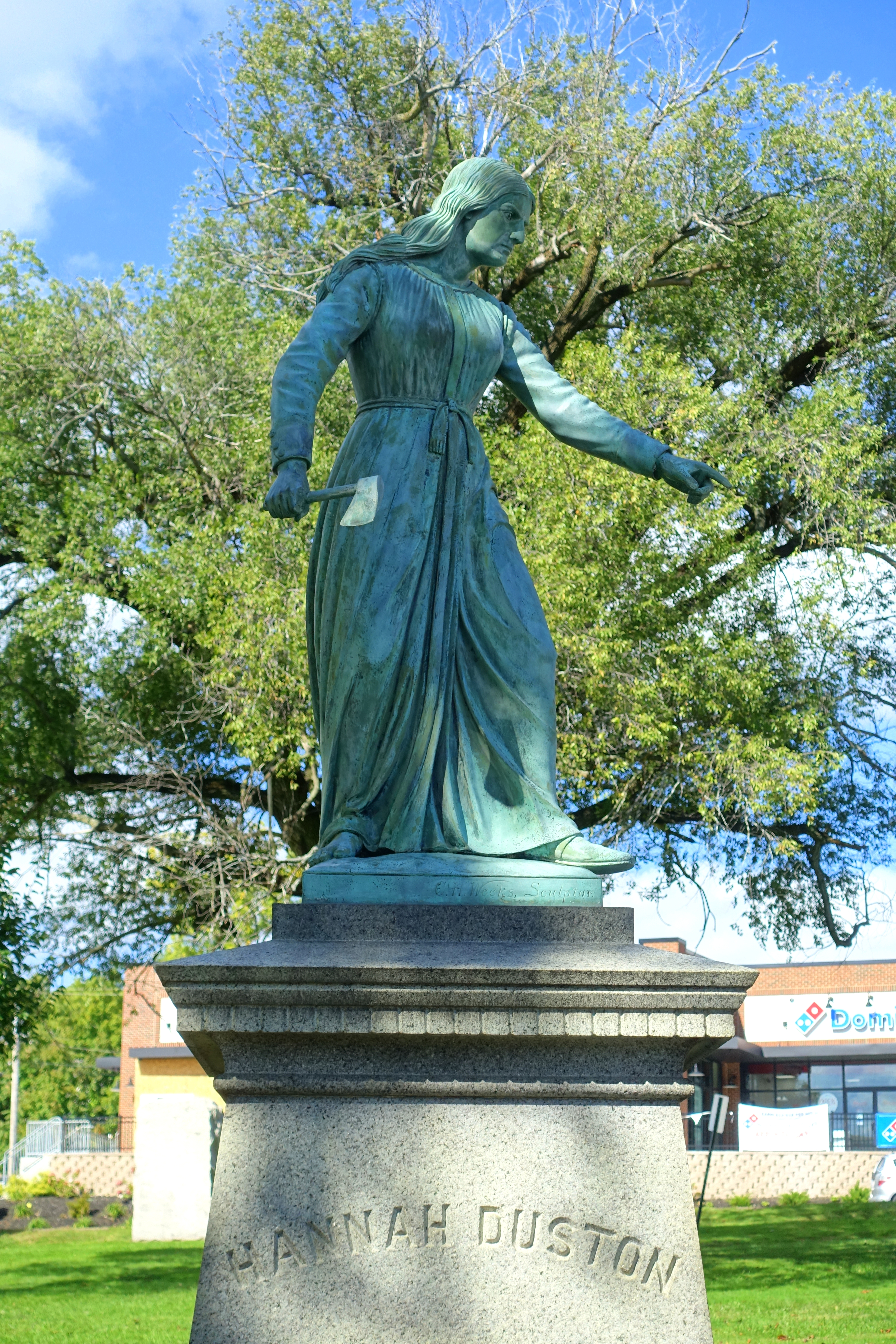
Staty över Hanna Duston i Haverhill

Hannah Emerson Duston, född Hannah Emerson, Duston 23 december 1657 i Haverhill i Bay Colony (numera Massachusetts) i USA, död 6 mars 1736, 1737 eller 1738 i Haverhill, var en engelsk nybyggarkvinna i Massachusetts i USA. Hon var sannolikt den första kvinna i USA, som avbildades på en offentlig staty. 
Hannah Emerson var den äldsta av 15 barn till Michael Emerson och Hannah Webster Emerson. Hon gifte sig vid tjugo års ålder 1677 med bonden och tegelstensmakaren Thomas Duston (1652–omkring 1724). Paret bosatte sig i Haverhill och hade 1697 just fått sitt nionde barn.
Hannah Duston genomlevde en skräckepisod under Kung Vilhelms krig 1689–1697, då också Nordamerika var en krigsskådeplats för Pfalziska tronföljdskriget. Detta krig var det första i en serie av fransk-indianska krig mellan Frankrike och England i Nordamerika för hegemonin över kontinenten. Påhejade av fransmännen gjorde en grupp på omkring 30 Abenakiindianer den 15 mars 1697 en räd mot den engelska bosättningen i Haverhill i nuvarande Massachusetts. Dustons hus sattes i brand och 27 personer, flertalet barn, dödades. Thomas Duston kom undan med åtta av sina barn, medan Hannah Duston tillsammans med sitt veckogamla barn och barnsköterskan Mary Neff (1646-1722) tillfångatogs och sammanlagt 13 fångar fördes bort utmed floden Merrimack. Spädbarnet dödades av rövarna.
Fångarna övertogs av en familjegrupp med två vuxna män, två vuxna kvinnor och sex barn, och vid en övernattning på ön söder om Boscawen i nuvarande New Hampshire övermannade de båda kvinnorna och pojken Samuel Lennardson (1683-1718) indianerna och högg ihjäl flertalet i indiangruppen med en biscayayxa. De flydde sedan i kanot nedför Merrimack till hemmet i Haverhill. Med sig tog de tio skalper för att kunna bevisa dödandet och erhålla belöning.

## Hannah Dustons handyxa
Huvudet till den yxa som användes av Hannah Duston finns idag bevarat på Buttonwoods Museum i Haverhill. Det är en biscayayxa, vilken var en vanligt förekommande handelsvara i pälshandeln i slutet av 1600-talet i nybyggarland i New England och Nya Frankrike. På museet finns också den kniv som anses ha använts vid skalperingen av offren.

## Eftermäle
Historien om Hannah Duston föll så småningom i glömska, tills den återgavs 1821 i Travels in New England and New York av Timothy Dwight. Därefter blev berättelsen spridd under 1800-talet bland annat av Nathaniel Hawthorne John Greenleaf Whittier, och Henry David Thoreau. Massakern  illustrerades av Junius Brutus Stearns i historiemålningen Hannah Duston Killing the Indians 1847.
I denna avbildas pojken Samuel Leonardson av någon anledning som en kvinna, och de dödade sex indianbarnen finns inte med i bilden.
Mellan 1820-talet och 1870-talet var historien om Hannah Duston vanlig i då utgivna böcker om USA:s historia. Berättelsen var populär hos vita amerikaner under den era då landet var engagerat i expansionen västerut, då ökande antal konflikter uppstod mellan nybyggare och indianstammar på platser som nybyggarna ville överta. Från 1830-talet justerades delvis berättelsen, så att de dödade indianbarnen inte längre nämndes.